# Itapiruçu
Itapiruçu é um distrito do município brasileiro de Palma, estado de Minas Gerais.
O distrito se localiza junto à foz do Ribeirão dos Monos no Rio Pomba, a sudoeste da sede de Palma, da qual dista cerca de 15 quilômetros. Quando foi criado em 18 de outubro de 1883 pela lei n° 3171, o distrito se chamava Tapirussu e pertencia ao município de Leopoldina. Foi transferido para o município de Palma pelo decreto n° 374 de 13 de janeiro de 1891, passando a denominar-se Itapirussu pela lei estadual n° 843 de 7 de setembro de 1923.